# Strobilanthes fluviatilis
Strobilanthes fluviatilis är en akantusväxtart som först beskrevs av Charles Baron Clarke och William Wright Smith, och fick sitt nu gällande namn av Moylan och Y.F.Deng. Strobilanthes fluviatilis ingår i släktet Strobilanthes och familjen akantusväxter. Inga underarter finns listade i Catalogue of Life.